# 1639
- Wikisource

| Calendário gregoriano                                                        | 1639 MDCXXXIX                       |
| Ab urbe condita                                                              | 2392                                |
| Calendário arménio                                                           | 1088 – 1089                         |
| Calendário bahá'í                                                            | -205 – -204                         |
| Calendário budista                                                           | 2183                                |
| Calendário chinês                                                            | 4335 – 4336 Início a 3 de fevereiro |
| Calendário copta                                                             | 1355 – 1356                         |
| Calendário etíope                                                            | 1631 – 1632                         |
| Calendários hindus - Vikram Samvat - Calendário nacional indiano - Cáli Iuga | 1694 – 1695 1560 – 1561 4739 – 4740 |
| Calendário Holoceno                                                          | 11639                               |
| Calendário islâmico                                                          | 1049 – 1050                         |
| Calendário judaico                                                           | 5399 – 5400                         |
| Calendário persa                                                             | 1017 – 1018                         |
| Calendário rúnico                                                            | 1889                                |
| Calendário solar tailandês                                                   | 2182                                |

1639 (MDCXXXIX, na numeração romana)  foi um ano comum do século XVII do actual Calendário Gregoriano, da Era de Cristo, e a sua letra dominical foi B (52 semanas), teve início a um sábado e terminou também a um sábado.
| Ano completo                   |
| ------------------------------ |
| Ano comum com início ao sábado |

## Eventos
- Início do período do isolamento japonês, que perdurou até 1853.
- Uma expedição russa alcançou o Oceano Pacífico, durante o processo de colonização da Sibéria.
- 8 de Janeiro, um incêndio destrói a Igreja de Santa Catarina, ilha de São Jorge, cuja primeira construção remontava ao século XVI.

### Em andamento
- Guerra dos Trinta Anos (1618–1648).

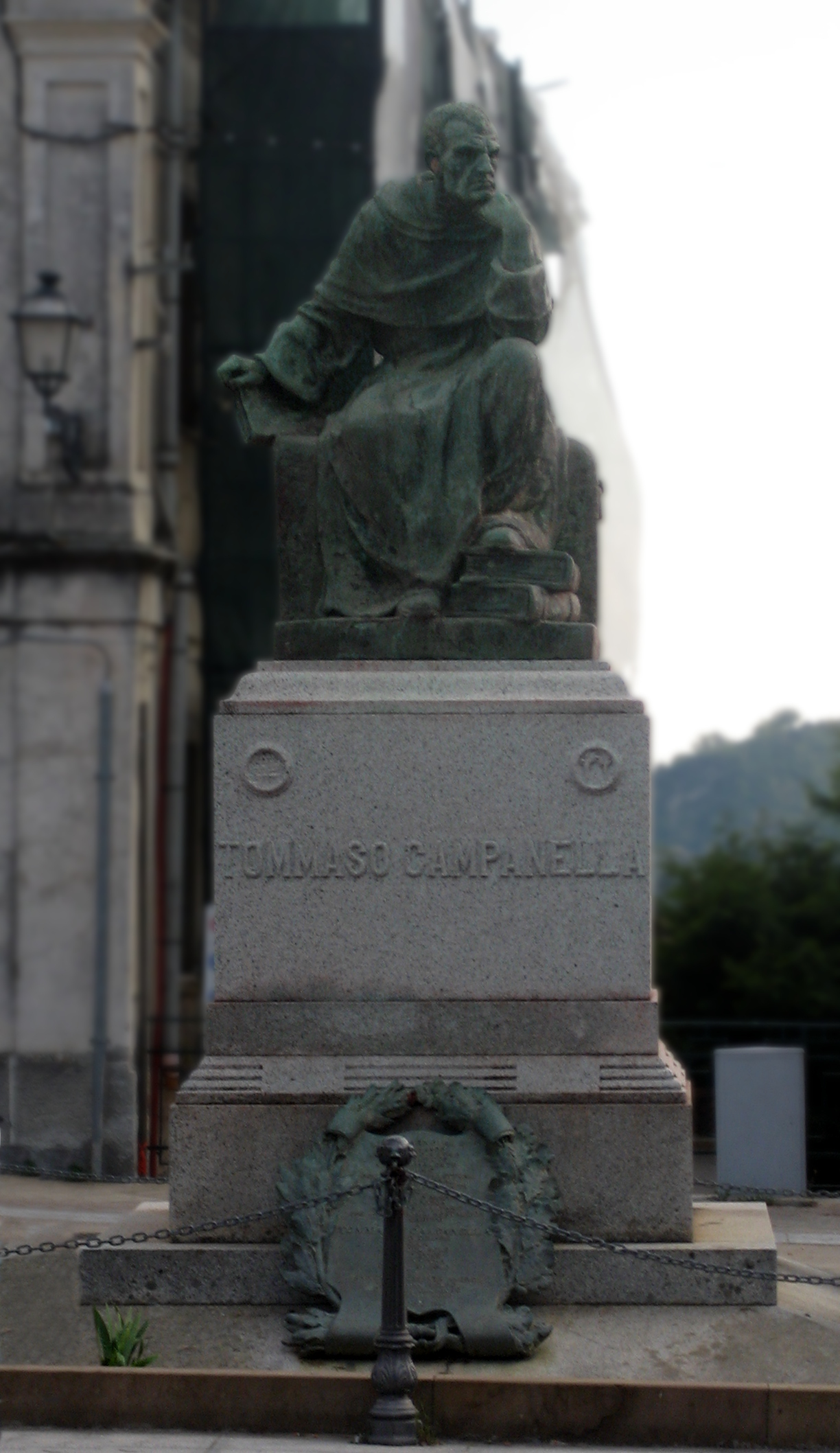
Monumento à memória de Tommaso Campanella na sua terra natal Stilo, na região da Calábria (1568-1639).

## Nascimentos
- 3 de Janeiro - Éléonore d'Olbreuse, duquesa de Brunsvique-Luneburgo e Saxe-Lauenburgo (m. 1722).

## Mortes
- 21 de maio - Tommaso Campanella, filósofo renascentista italiano, poeta e teólogo dominicano (n. 1568).
- O jesuíta, Ambrósio Francisco Pinto, natural da freguesia da Conceição da cidade de Angra do Heroísmo, foi morto pelos holandeses sendo um dos "Quarenta Mártires do Brasil".
- Martinho de Porres, religioso e santo peruano.